# Carl Werner Ernst von Miltitz
Carl Werner Ernst von Miltitz, modernisiert Karl Werner Ernst von Miltitz, (* vor 1712; † 9. September 1764 im Schloss Hubertusburg bei Wermsdorf) war ein königlich-polnischer und kurfürstlich-sächsischer Kammerherr und Rittergutsbesitzer.

## Leben
Er stammte aus dem obersächsischen Geschlecht derer von Miltitz.
Er nahm Privatunterricht und besuchte von 1712 bis 1713 die Akademie im Kloster St. Michaelis zu Lüneburg. Anschließend schlug er eine Verwaltungslaufbahn im Dienst des Kurfürsten von Sachsen und gleichzeitigen Königs von Polen am Hof in Dresden ein.
1747 erbte er als nächster Mitbelehnter das Rittergut Starkenberg im kursächsischen Amt Delitzsch von Dietrich von Miltitz, der ohne Lehnserben verstorben war.
Nach dem kinderlosen Tod von Carl Werner Ernst von Miltitz auf dem Schloss Hubertusburg im Jahre 1764 erbte der kursächsische Oberst Dietrich Alexander von Miltitz in Dresden und dessen zwei Brüder, Ernst Haubold von Miltitz und Friedrich Sigismund von Miltitz, testamentarisch dessen gesamten Lehnsbesitz im Kurfürstentum Sachsen. Ansonsten hatte Carl Werner Ernst von Miltitz bereits auf seinem Rittergut Schenkenberg am 29. März 1762 sein Testament erlassen. In diesem ernannte er die Tochter seiner ältesten Schwester, eine nunmehr verheiratete Frau von Wenckstern zu seiner alleinigen  Universal-Erbin.